# Weilerswist
Weilerswist es un municipio situado en el distrito de Euskirchen, en el estado federado de Renania del Norte-Westfalia (Alemania), con una población a finales de 2016 de unos 17 328 habitantes.
Se encuentra ubicado al suroeste del estado, en la región de Colonia, en la cordillera de Eifel, cerca de la frontera con Países Bajos y el estado de Baden-Wurtemberg.

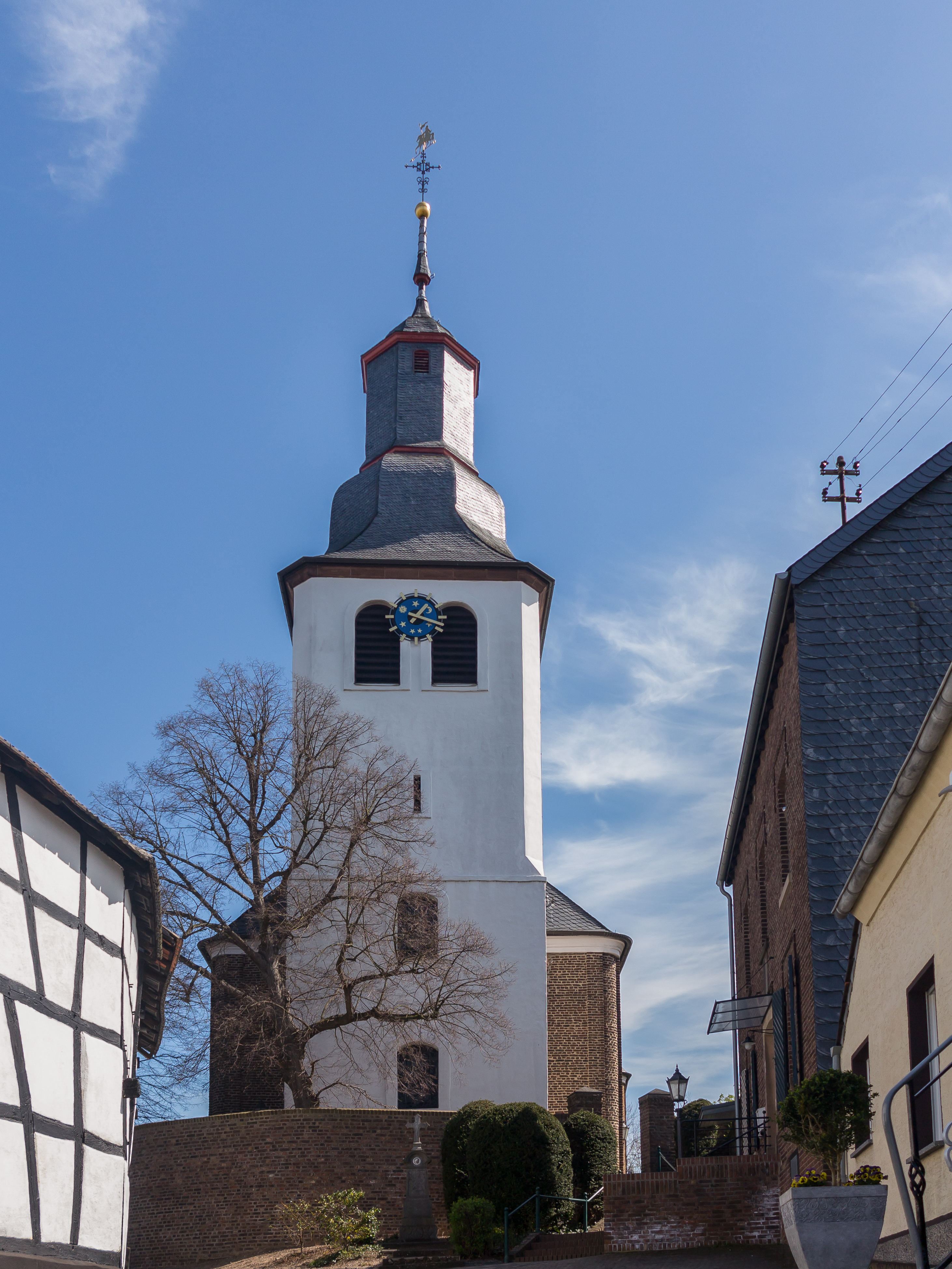
Weilerswist, la iglesia catolica: Pfarrkirche Sankt Mauritius
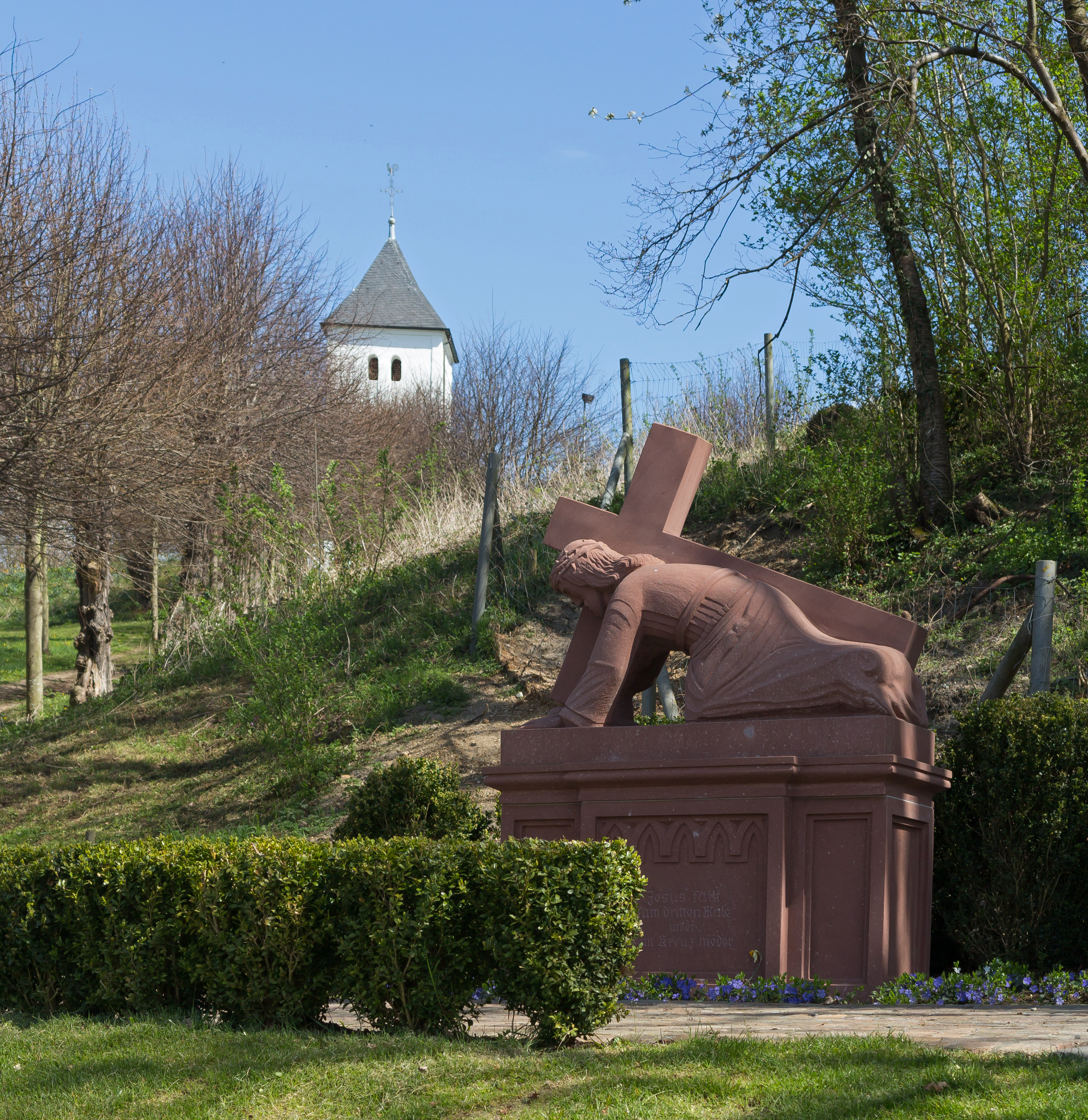
Weilerswist, el torre: Swister Turm
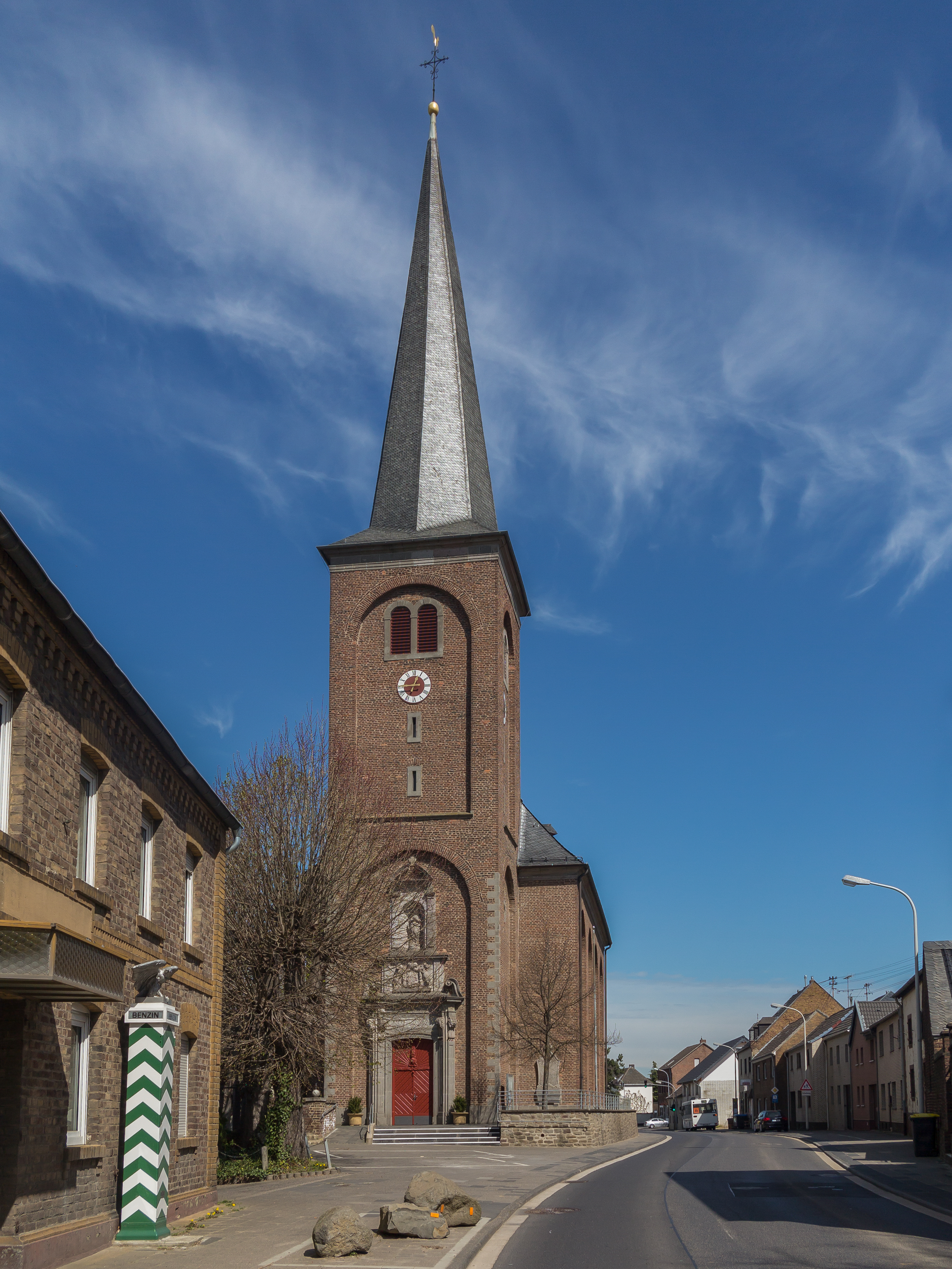
Gross Vernich, la iglesia: Kirche Heilig Kreuz